# Betsy Jones-Moreland
Betsy Jones-Moreland fue una actriz que nació el 1 de abril de 1930 en Brooklyn, Nueva York (Estados Unidos). Su nombre de nacimiento era Mary Elizabeth Jones. Desarrolló su carrera entre 1956 y 1993 participando en varias películas y series televisivas.

## Sus comienzos
Betsy no tenía intenciones de ser actriz, su carrera se fue dando paso a paso, casi sin proponérselo. Ella era una oficinista en Nueva York trabajando en una organización que poseía shows de TV. Para superar su timidez, tomó clases de actuación. 
Luego, para probarse, trabajó como corista. Esto le permitió obtener un puesto en una compañía de teatro con quienes se trasladó a California. Allí comienza tomando pequeños papeles en algunas películas, para luego tomar otros más importantes.

## Carrera como actriz
Entre 1956 y 1993 actúa en varias películas y series de televisión, incluyendo las películas Last Woman on Earth (1960) y Creature from the Haunted Sea (1961). Trabaja en episodios de series como Bonanza, Ironside y Perry Mason donde interpreta a la jueza Harrelson.
Filmografía
- Perry Mason
  - Perry Mason: The Case of the Telltale Talk Show Host (1993) (TV)
  - Perry Mason: The Case of the Skin-Deep Scandal (1993) (TV)
  - Perry Mason: The Case of the Fatal Framing (1992) (TV) 
    - título alternativo: "Perry Mason: The Case of the Posthumous Painter"

  - Perry Mason: The Case of the Glass Coffin (1991) (TV)
  - Perry Mason: The Case of the Maligned Mobster (1991) (TV)
    - título alternativo: "Perry Mason: The Case of the Maligned Mobster"

  - Perry Mason: The Case of the Ruthless Reporter (1991) (TV)
  - Perry Mason: The Case of the Silenced Singer (1990) (TV) 
    - como la jueza Elinor Harrelson (en todos los capítulos)
- Joni (1980) .... Mrs. Barber
- Gibbsville, episodio "Afternoon Waltz" (1976)
- The Last Tycoon (1976) .... Lady writer
- Gable and Lombard (1976) .... Invitada en fiesta
- The Hindenburg (1975) .... Azafata Imhoff
- "Toma" .... Mánager (1 episodio, 1973)
  - Blockhouse Breakdown (1973) episodio de TV .... Mánager
- Bridget Loves Bernie, episodio "To Teach or Not to Teach" (1973) .... Mrs. O'Shay
- "The Bold Ones: The New Doctors" (1 episodio, 1972) 
  - A Substitute Womb (1972) episodio de TV
- "The Bold Ones: The Lawyers" .... Hazel (1 episodio, 1971)
  - título alternativo: "The Lawyers"
  - The Search for Leslie Grey (1971) episodio de TV .... Hazel
- "The Young Lawyers" .... Mrs. Harris (1 episodio, 1970)
  - A Simple Thing Called Justice (1970) episodio de TV .... Mrs. Harris
- The Ghost & Mrs. Muir, episodio "The Great Power Failure" (1969) .... Mrs. Post
- Ironside .... Karen Martin (1 episodio, 1969)
  - título alternativo: "The Raymond Burr Show"
  - A Drug on the Market (1969) episodio de TV .... Karen Martin
- "Judd for the Defense" .... Miss Davis (1 episodio, 1967)
  - Shadow of a Killer (1967) episodio de TV .... Miss Davis
- The St. Valentine's Day Massacre (1967) (no acreditada) .... Entrevistadora junto a la piscina
- The Donna Reed Show .... Dorothy Evans / ... (2 episodios, 1960-1965)
  - Never Look a Gift House in the Mouth (1965) episodio de TV .... Dorothy Evans
  - Someone Is Watching (1960) episodio de TV .... Mrs. Pratt
- "Ben Casey" .... Claire / ... (3 episodios, 1963-1965)
  - Run for Your Lives, Dr. Galanos Practices Here! (1965) episodio de TV .... Elly Galanos
  - The Lonely Ones (1964) episodio de TV .... Claire
  - Justice to a Microbe (1963) episodio de TV .... Dr. Doris Kane
- "Morning Star" (1965) TV series .... Dana Manning
- Flipper episodio "Lifeguard" (1965)  .... Lynn Borden
- "Profiles in Courage" .... Sally (1 episodio, 1964)
  - Governor John M. Slaton (1964) episodio de TV .... Sally
- "My Three Sons" .... Congresista Barbara Maitland / ... (2 episodios, 1961-1964)
  - Lady President (1964) episodio de TV .... Congresista Barbara Maitland
  - The Horseless Saddle (1961) episodio de TV .... Flo Afton
- The Greatest Show on Earth, episodio "You're All Right, Ivy" (1964) .... Louella Grant
- The Outer Limits, episodio "The Mutant" (1964) .... Julie Griffith
- My Favorite Martian, episodio "Man or Amoeba" (1963) .... Miss Weaver
- Gunsmoke .... Tess (1 episodio, 1963)
  - título alternativo: "Gun Law" (UK)
  - título alternativo: "Marshal Dillon" (USA: rerun title)
  - Kate Heller (1963) episodio de TV .... Tess
- "Bonanza" .... Nora Whitley (1 episodio, 1963)
  - título alternativo: "Ponderosa" (USA: rerun title)
  - Five into the Wind (1963) episodio de TV .... Nora Whitley
- "Dr. Kildare" .... Ruth Jonah (1 episodio, 1963)
  - A Trip to Niagara (1963) episodio de TV .... Ruth Jonah
- "McHale's Navy" .... Lt. Casey Brown (1 episodio, 1962)
  - McHale and His Seven Cupids (1962) episodio de TV .... Lt. Casey Brown
- "Route 66" .... Beatrice Webster / ... (2 episodios, 1961-1962)
  - Lizard's Leg and Owlet's Wing (1962) episodio de TV .... Lila
  - The Quick and the Dead (1961) episodio de TV .... Beatrice Webster
- "The New Breed" .... Claire Arnet (1 episodio, 1962)
  - The Deadlier Sex (1962) episodio de TV .... Claire Arnet
- Creature from the Haunted Sea (1961) .... Mary-Belle Monahan
- Have Gun - Will Travel .... Mrs. Neal / ... (2 episodios, 1960-1961)
  - Brother's Keeper (1961) episodio de TV .... Topaz
  - The Poker Fiend (1960) episodio de TV .... Mrs. Neal
- "Michael Shayne" .... Ellen (1 episodio, 1960)
  - The Poison Pen Club (1960) episodio de TV .... Ellen
- Last Woman on Earth (1960)  .... Evelyn Gern
- Strangers When We Meet (1960) (no acreditada) .... Mrs. Gerandi
- "The Man from Blackhawk" .... Mrs. Thornton (1 episodio, 1960)
  - Incident at Tupelo (1960) episodio de TV .... Mrs. Thornton
- "Bachelor Father" .... Melanie Bannister (1 episodio, 1960)
  - Kelly: The Career Woman (1960) episodio de TV .... Melanie Bannister
- Philip Marlowe .... Marian Gilbert (1 episodio, 1960)
  - título alternativo: "Philip Marlowe, Private Eye"
  - Murder Is a Grave Affair (1960) episodio de TV .... Marian Gilbert
- "General Electric Theater" .... Rita (2 episodios, 1959)
  - título alternativo: "G.E. Theater" (USA: título corto)
  - título alternativo: "G.E. True Theater" (USA: nuevo título)
  - Platinum on the Rocks (1959) episodio de TV .... Rita
  - Night Club (1959) episodio de TV
- Alcoa Theatre, episodio "Small Bouquet" (1959) .... Harriet MacLore
- Day of the Outlaw (1959)  .... Mrs. Preston
- Perry Mason, episodio "The Case of the Dubious Bridegroom" (1959) .... Lorrie Garvin
- Markham, episodio "A Princely Sum" (1959)
- M Squad, episodio "The Harpies" (1959) .... Carla Kinross
- "Zane Grey Theater" .... Mrs. Parney (1 episodio, 1958)
  - título alternativo: "Dick Powell's Zane Grey Theater" (USA: título completo)
  - título alternativo: "The Westerners"
  - To Sit in Judgment (1958) episodio de TV .... Mrs. Parney
- "Studio One" .... Kitty O'Donoghue (1 episodio, 1958)
  - título alternativo: "Studio One Summer Theatre" (USA: título de verano)
  - título alternativo: "Studio One in Hollywood" (USA: título nuevo)
  - título alternativo: "Summer Theatre"
  - título alternativo: "Westinghouse Studio One"
  - título alternativo: "Westinghouse Summer Theatre"
  - Birthday Present (1958) episodio de TV .... Kitty O'Donoghue
- Screaming Mimi (1958) (no acreditada) .... Jan - Asistente de Raul
- The True Story of Lynn Stuart (1958) (no acreditada) .... Ginger
- The Saga of the Viking Women and Their Voyage to the Waters of the Great Sea Serpent (1957)
  - como Thyra
  - título alternativo: "The Saga of the Viking"
  - título alternativo: "The Viking Women and the Sea Serpent"
  - título alternativo: "Undersea Monster"
  - título alternativo: "Viking Women" (UK)
- The Brothers Rico (1957) (no acreditada) (voz) .... personaje adicional
- Operation Mad Ball (1957) (no acreditada) .... Teniente Bushey
- The Garment Jungle (1957) (no acreditada) .... Secretaria
- Full of Life (1956) (no acreditada) .... Bit Role
- The Best Things in Life Are Free (1956) (no acreditada) .... Secretaria
- The Eddy Duchin Story (1956) (no acreditada) .... "una chica"

## Galería de Fotos

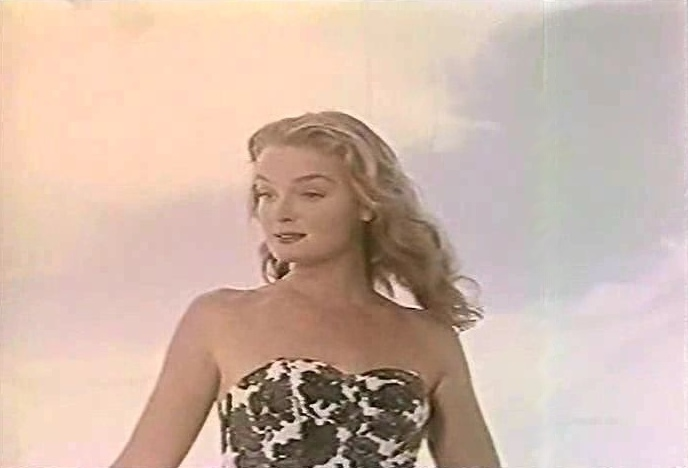
Last Woman on Earth
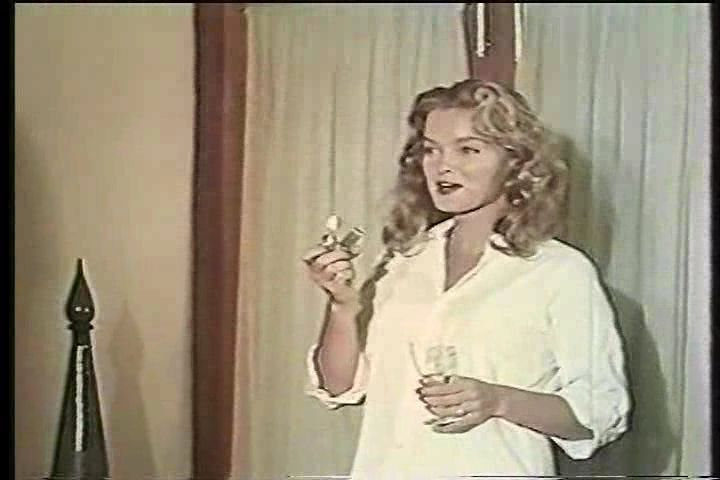
Last Woman on Earth
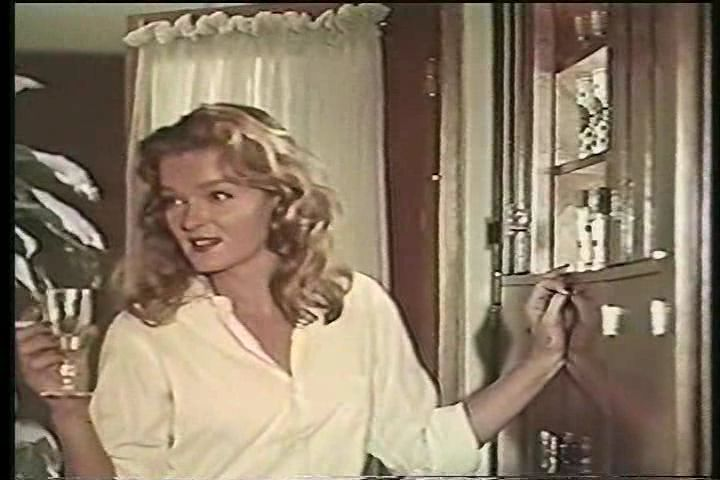
Last Woman on Earth
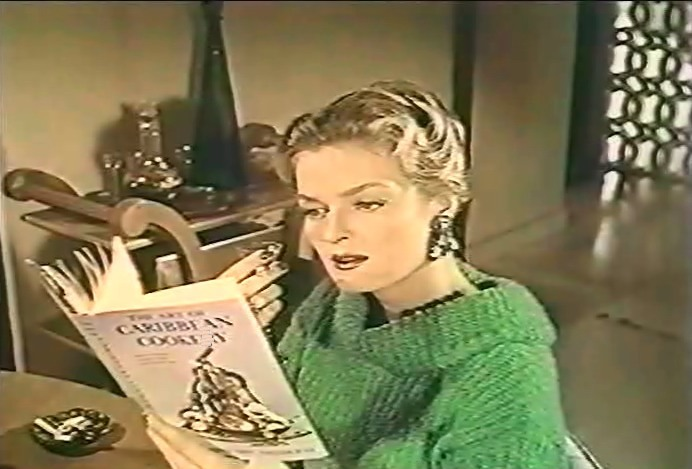
Last Woman on Earth

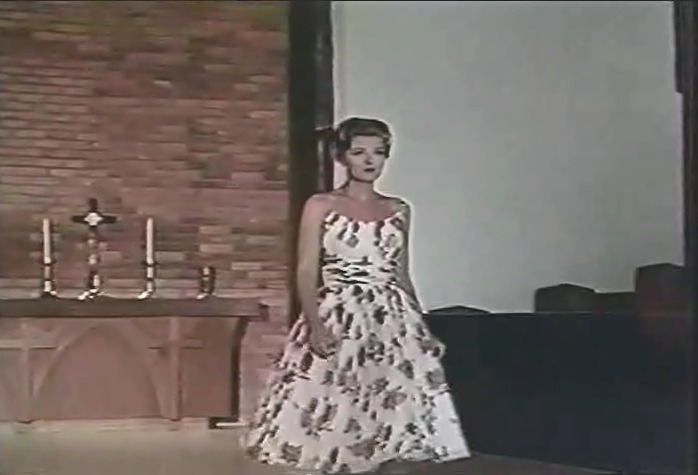
Last Woman on Earth
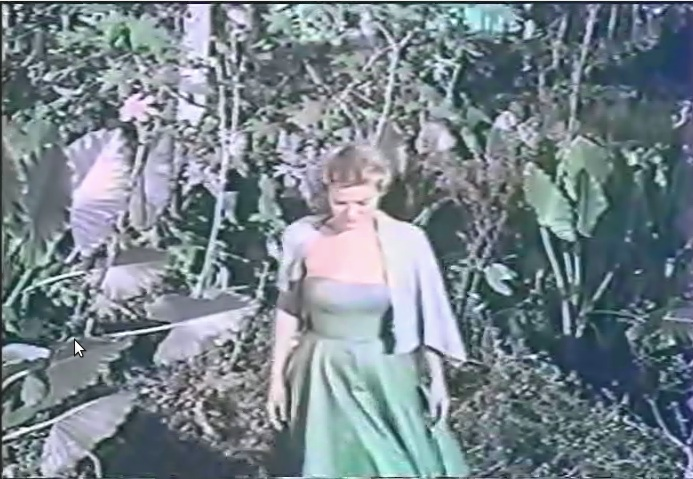
Last Woman on Earth
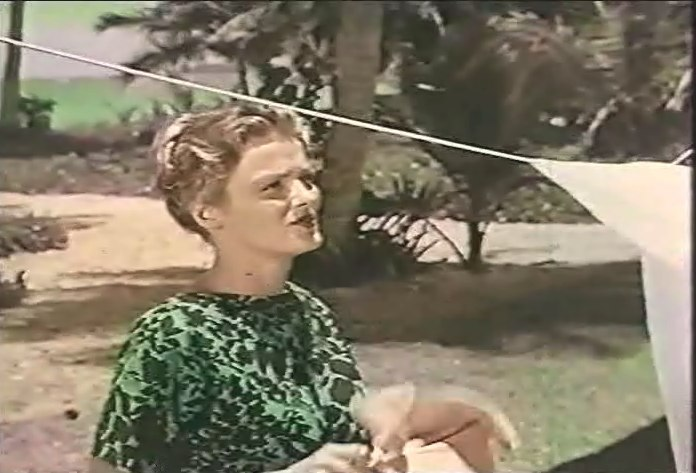
Last Woman on Earth
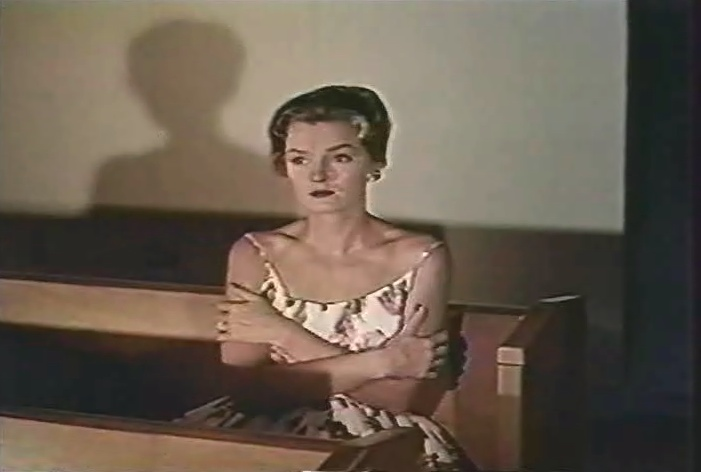
Last Woman on Earth

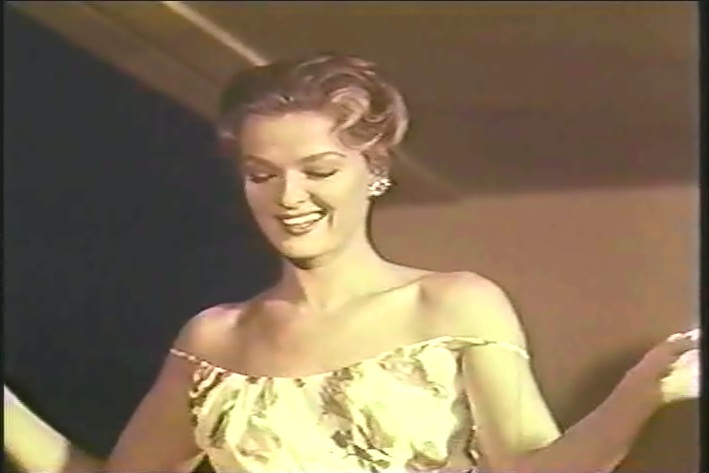
Last Woman on Earh
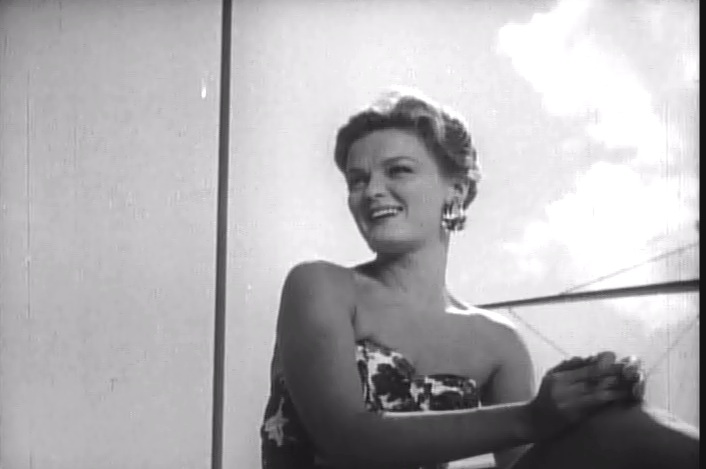
Creature from the Haunted Sea
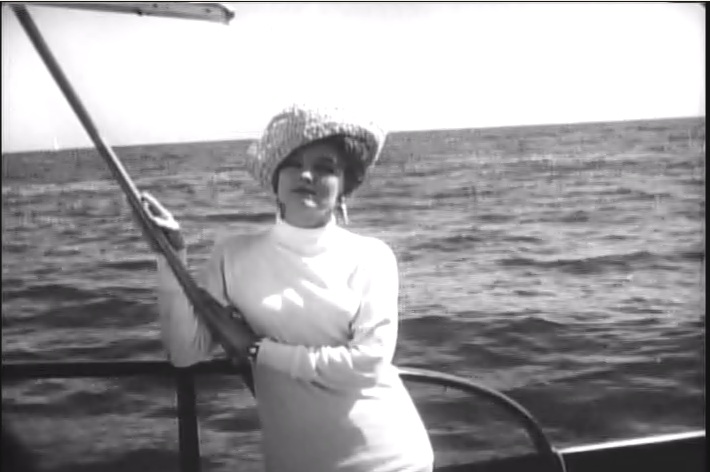
Creature from the Haunted Sea
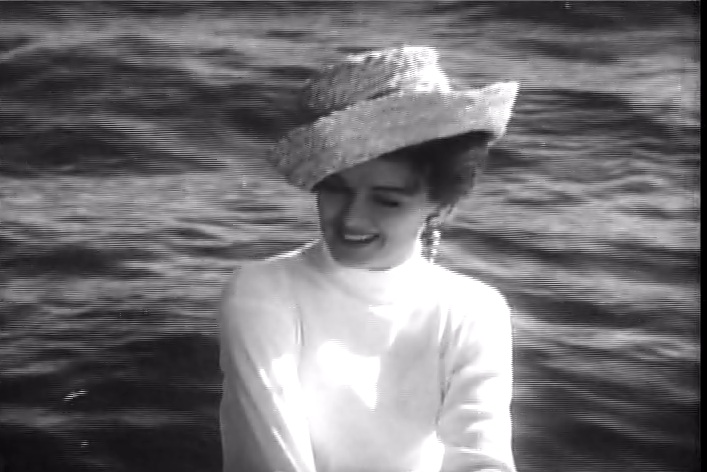
Creature from the Haunted Sea

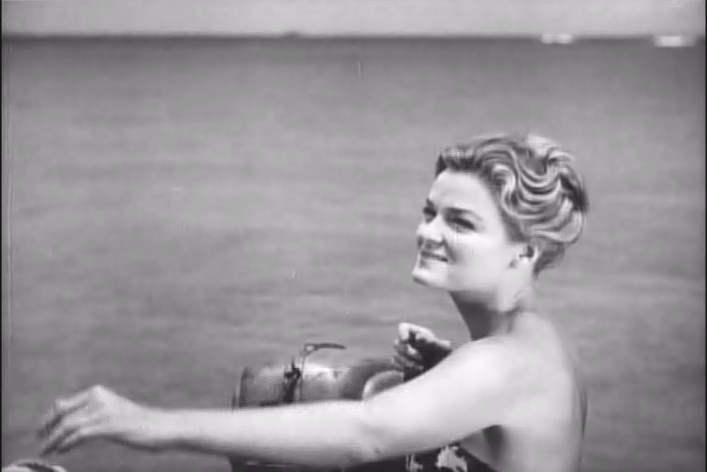
Creature from the Haunted Sea
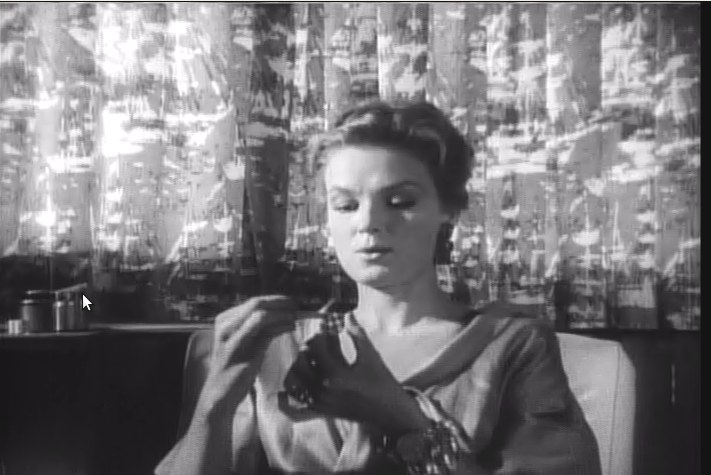
Creature from the Haunted Sea
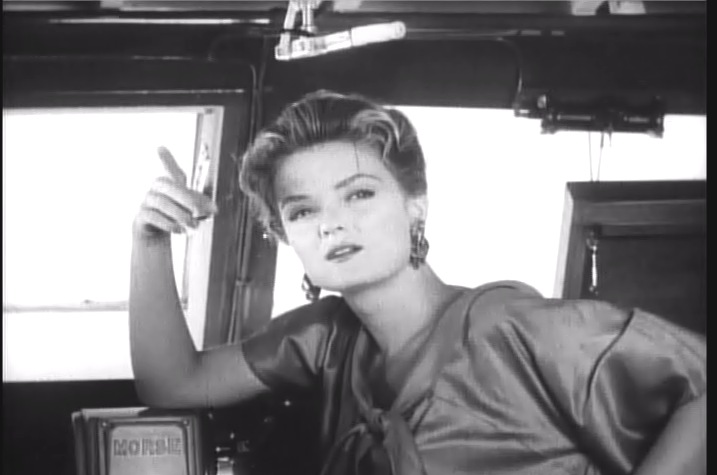
Creature from the Haunted Sea
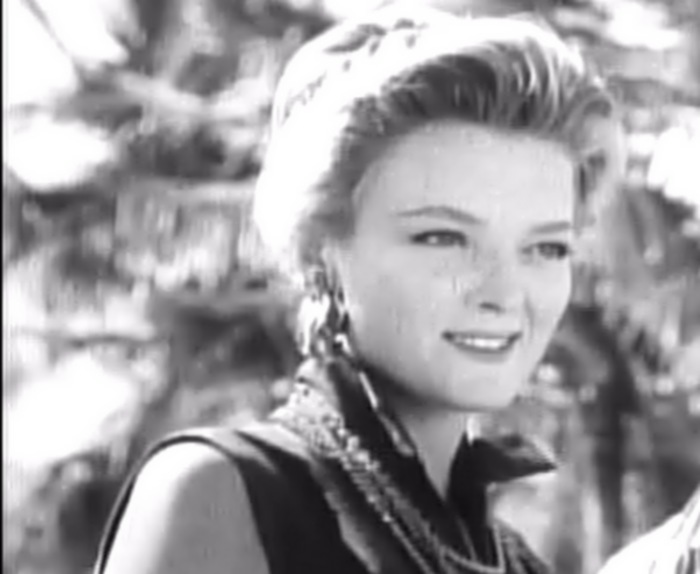
Creature from the Haunted Sea

## Trabajos con Roger Corman
Trabaja en varias películas que eran películas clase "b" (de bajo presupuesto) con el director Roger Corman, destacándose sus papeles protagónicos en:
- Last Woman on Earth (1960)

- Creature from the Haunted Sea (1961)

## Otros datos
- Era una persona que tenía un gran amor por la vida animal, así, luego de retirarse (1993) se dedicó a rescatar animales de la calle y brindarles protección.

- El 1 de mayo de 2006 muere a los 76 años en El Monte (California), de cáncer.